# Allocheilos
Allocheilos W. T. Wang é um género botânico pertencente à família Gesneriaceae.

## Espécies
Apresenta duas espécies:
- Allocheilos cortusiflorum
- Allocheilos guangxiensis